# Heinrich Julius Tode
Heinrich Julius Tode, auch Henrich Julius Tode (* 31. Mai 1733 in Zollenspieker; † 30. Dezember 1797 in Schwerin) war ein deutscher Theologe, Pädagoge, Dichter, Mykologe, Architekt und Zeichner. Sein offizielles botanisches Autorenkürzel lautet „Tode“.

## Leben

### Schulzeit und Studium
Heinrich Julius Tode wurde in Zollenspieker, einem hamburgischen Dorf in den Vierlanden an der Elbe, geboren. Sein Vater war Johann Dieterich Tode, Elb- und Landzollverwalter, seine Mutter Agnese Marie, Tochter des Lauenburgischen Predigers Christian Schlöpken. Von seinen Geschwistern ist namentlich bekannt:
- Johann Clemens Tode (1736–1806), deutsch-dänischer Mediziner und Hochschullehrer in Kopenhagen.

Bereits als Kind war er hoch begabt und machte in den Vierlanden botanische Erkundungen. Nach dem Tod des Vaters im Jahre 1744 zog seine Mutter nach Hamburg und wurde von der „Witwen-Versorgungsanstalt“ unterstützt. Die Aufwendungen für die neun Kinder waren jedoch so groß, dass Tode bereits als Jugendlicher als Nachhilfelehrer arbeiten musste. Nachdem er bereits das Johanneum in Hamburg besucht hatte, brach er die Schule offenbar zwischenzeitlich ab, weil er eine künstlerische Laufbahn als Maler anstrebte. Der Widerspruch der Mutter führte dazu, den Schulbesuch wieder aufzunehmen.
1755 folgte eine Ausbildung am Akademischen Gymnasium Hamburg. Hier wurde Tode Schüler u. a. von Hermann Samuel Reimarus, Michael Richey und Heinrich Gottlieb Schellhaffer. Seine Fortschritte waren so beachtlich, dass seine Lehrer ihm ein Stipendium vermittelten.
Außerdem verdiente sich Tode in den vornehmen Kreisen Hamburgs mit seinen pädagogischen Qualitäten zunehmend einen guten Namen, so dass er finanziell relativ sorglos in die Zukunft schauen konnte.
Von 1757 bis 1761 studierte er Theologie in Göttingen. Am Ende der Studienzeit gelang es ihm, mit seinen „Elegien“ eine erste Schrift zu veröffentlichen.

### Pastor und Architekt
1761 nahm er eine Stelle als Hauslehrer beim Kaufmann und Wachslichtfabrikanten Joachim Rudolph Bentschneider in Pritzier (Mecklenburg-Schwerin) an. Die pädagogische Arbeit mit den drei Kindern Bentschneiders war so erfolgreich, dass die Kirchengemeinde ihn noch im selben Jahr, am 13. Dezember 1761 zu ihrem Pastor wählte. Die Amtseinführung geriet jedoch ins Stocken, weil sein Amtsvorgänger, der aus gesundheitlichen Gründen demittiert hatte, lieber den eigenen Sohn als Nachfolger installieren wollte, heftig gegen Todes Wahl intervenierte und erst drei Jahre später durch ein Machtwort des Herzogs zur Ruhe gebracht wurde. Ein zwischenzeitliches Angebot der St. Katharinenkirche in Hamburg, ihn dorthin als Diakon zu berufen, schlug Tode aus, weil er sich mit Pritzier durch seine intensiven mykologischen Studien sowie durch die Tatsache, dass er am 21. September 1764 seine ehemalige Schülerin Helene Dorothea Bentschneider (* 6. März 1744 in Prizier; † als seine Witwe 29. Mai 1817 in Schwerin) geheiratet hatte, zu sehr verbunden fühlte. Seine förmliche Amtseinführung in Pritzier konnte deshalb erst am 19. August 1764 erfolgen.
In der Verlobungszeit gewährte der Patronatsherr Maximilian von Schütz ihm im Warlitzer Gutshaus Asyl, um vor übler Nachrede sicher zu sein. Maximilian von Schütz wusste von Todes mathematischen und künstlerischen Qualitäten und übertrug ihm in dieser Zeit die Aufgabe, als Architekt und Künstler den Bau und die Konzeption der Ausstattung der neuen Filialkirche St. Trinitatis in Warlitz zu übernehmen. Von 1765 bis 1768 leitete Tode den Bau der Kirche. Dieser Bau ist bis heute nahezu vollständig original erhalten und ist einziges überliefertes Zeugnis von Todes Fähigkeiten in Mathematik, Zeichnen, plastischer Entwürfe sowie theologisch fundierter Symbolik. In diesem Zusammenhang konnte Tode Kontakt mit Künstlern wie dem Komponisten Johann Christoph Schmügel, dessen Vater Organist in Pritzier und Warlitz war, dem Orgelbauer Johann Georg Stein, sowie in Warlitz beteiligten Künstlern, die auch in der zeitgleich entstehenden Residenz in Ludwigslust tätig waren,  aufnehmen.

### Dichter und Mykologe
Dies führte dazu, dass Tode sich bei Herzog Friedrich dem Frommen mit seiner Dichtkunst empfehlen konnte, welcher ihn alsbald für die Dichtung zahlreicher Kantaten- und Oratorientexte verpflichtete. Daneben beschäftigte er sich weiter mit mykologischen Studien, die er kurz vor seiner Ernennung zum Konsistorialrat unter dem Titel Fungi Mecklenburgenses Selecti drucken lassen konnte. Die zwei Bände des Werkes enthalten neben neuen Prinzipien mykologischer Systematik und Benennung zahlreicher, überwiegend mikroskopischer Arten in Kupfer gestochene Abbildungen in hervorragender Qualität. Im Jahre 1772 erschien ein Brevier mit Liedern für die häusliche Andacht. Die Vorliebe des Herzogs für oratorische Kirchenmusik führte zu Entstehung zahlreicher bedeutender Kompositionen u. a. von Johann Wilhelm Hertel, Friedrich Ludwig Benda, Johann Gottlieb Naumann und Antonio Rosetti, durch die Tode als Textdichter überregional bekannt wurde.

### Kirchenämter
1783 wurde Heinrich Julius Tode Propst des Wittenburger Zirkels. Mit seiner Beförderung 1792 Kirchenrat, 1793 zum Hof- und Domprediger und Superintendent und der damit verbundenen Übersiedlung nach Schwerin sowie 1794 zum Konsistorialrat erlosch jedoch die künstlerische Kraft, die vermutlich durch die ihn ermüdende Tätigkeit im Amt verdrängt wurde. Tode wurde zunehmend melancholisch und depressiv. Kurz vor seinem Tod wollte er in einem Anfall von Selbstzweifel sein Gesamtwerk vernichten. Dadurch ging zumindest der letzte Band der „Fungi Speziale“ verloren, dessen Kupferplatten bereits gestochen waren.
Die zeitgenössischen Berichte beschreiben Tode als einen höchst sensiblen, eigensinnigen und völlig uneitlen Menschen. Vermutlich aus diesem Grund ist auch keine Abbildung von ihm überliefert. Heinrich Julius Tode starb 1797 im 65. Lebensjahr an Brustwassersucht und wurde am 8. Januar 1798 im Schweriner Dom beigesetzt.

## Ehrungen
Nach ihm sind die Farngattung Todea Willd. ex Bernh. aus der Familie der Königsfarngewächse (Osmundaceae) und die Pilzgattung Mycotodea Kirschst. benannt.

## Werke
- Elegien. Göttingen, Bossiegel 1762 (eigentlich: 1761)
- Christliche Lieder. Hamburg / Lüneburg 1771
- Dömitz, oder die Seufzer der Gefangenen. Schwerin 1777.
- Lieferte sieben Lieder für das von Moritz (Joachim Christoph) Passow (1753–1830) und (Christian) Friedrich Studemund (1748–1819) herausgegebene Ludwigsluster Gesangbuch[4]
- Fungi Mecklenburgenses Selecti.
  - Band [1],1: Nova Fungorum Genera Complectens. I-VIII, 1-50, Tafeln 1-7. Lüneburg 1790
  - Band [1],2: Generum Novorum Appendicem et Sphaeriarum Acaulium Subordines iii Priores Complectens. I-VIII, 1-67, Tafeln 8-17. Lüneburg 1791.
  - Band 2. I-VIII, 1-67, Tafeln 8-17. Lüneburg 1791 (J. F. G. Lemke)
- Geburt Christi. Kantate (1774)
- Die Auferstehung Christi. (1777)
- Gabe des Hl.Geistes. (1778)
- Die Vorsehung.
- O Lamm Gottes im Staube. (1780)
- Jesus in Gethsemane. (1780)
- Die Freunde am Grabe des Erlösers. (1782)
- Jesus in Banden.	(1782)
- Jesus in Purpur. (1783)
- Jesus vor Gericht. (1782)
- Ruf zur Buße. (1782)
- Zeit und Ewigkeit. (1783)
- Unser Vater. (1783)
- Gottes Wege. (1783)
- Die Selbstverleugnung. (1783)
- Unsere Brüder. (1785)
- Das Vertrauen auf Gott. (1787)

vertont von Friedrich Heinrich Himmel, Abschrift von 1797, Stadtbibliothek Lübeck
- Der Tod. (1787)
- Die Himmelfahrt Christi. (1787)
- Die Religion. (1788)
- Osterkantate. (1789)
- Das Winterfest der Hirten. (1789)
- Der Sieg des Messias. (1790)
- Halleluja. (1791)
- Verschiedene Kantaten zu Geburtstagen und Hochzeiten im Fürstenhaus.
- Botanische Bitten, Wünsche und Prämien. In: Monatsschrift von und für Mecklenburg 1792, Okt. S. 379 u.ff.
- Mehrere Gelegenheitsgedichte.[5]